# Manu Chao
Jose-Manuel Thomas Arthur (Manu) Chao (Parijs, 21 juni 1961) is een Franse zanger van Spaanse origine. Hij zingt in het Arabisch, Engels, Frans, Italiaans, Portugees, Spaans en Wolof. Zijn bekendste nummers zijn Bongo Bong, Me gustas tú en Clandestino.

## Biografie

### Achtergrond
Manu's moeder was Baskisch, zijn vader, de schrijver en journalist Ramón Chao, Galiciër uit Vilalba. Ze ontvluchtten het Spanje onder het bewind van Franco en vestigden zich in Parijs. Kort na de geboorte van Manu verhuisde het gezin naar de buitenwijken van Parijs, waardoor Manu het grootste deel van zijn jeugd doorbracht in Boulogne-Billancourt en Sèvres. Chao kreeg een passie voor muziek en speelde in de band Hot Pants.

### Mano Negra
In 1987 stichtte Manu Chao samen met zijn broer Antoine Chao en neef Santiago Casariego de band Mano Negra, wat Zwarte Hand betekent in het Spaans. In deze periode wordt Chao vaak vermeld onder de pseudoniem Oscar Tramor. Vooral dankzij de frontman Manu Chao stond de band aan de wieg van een nieuw muzikaal genre: "Mestizo".
De band had vooral een grote aanhang vanwege hun extreem levendige concerten. In een erg brede bezetting spelend, werden de nummers met zoveel energie en enthousiasme gespeeld, dat elke zaal onvermijdelijk voor de muziek viel. Vooral nummers als King Kong Five, Sidi H'Bibi, Mala vida en Santa Maradona waren zeer geliefd onder haar luisteraars.
Mano Negra viel uiteen rond 1995, hoewel vele leden reeds in 1992 de band verlieten. Sindsdien begon Chao met de overige bandleden de groep Radio Bemba Sound System, maar dit werd geleidelijk de naam van een verzameling muziekgroepen waar Manu Chao mee reist.

### Solocarrière

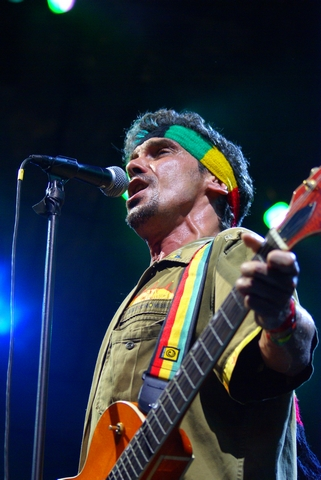
Manu Chao (Brooklyn, USA)

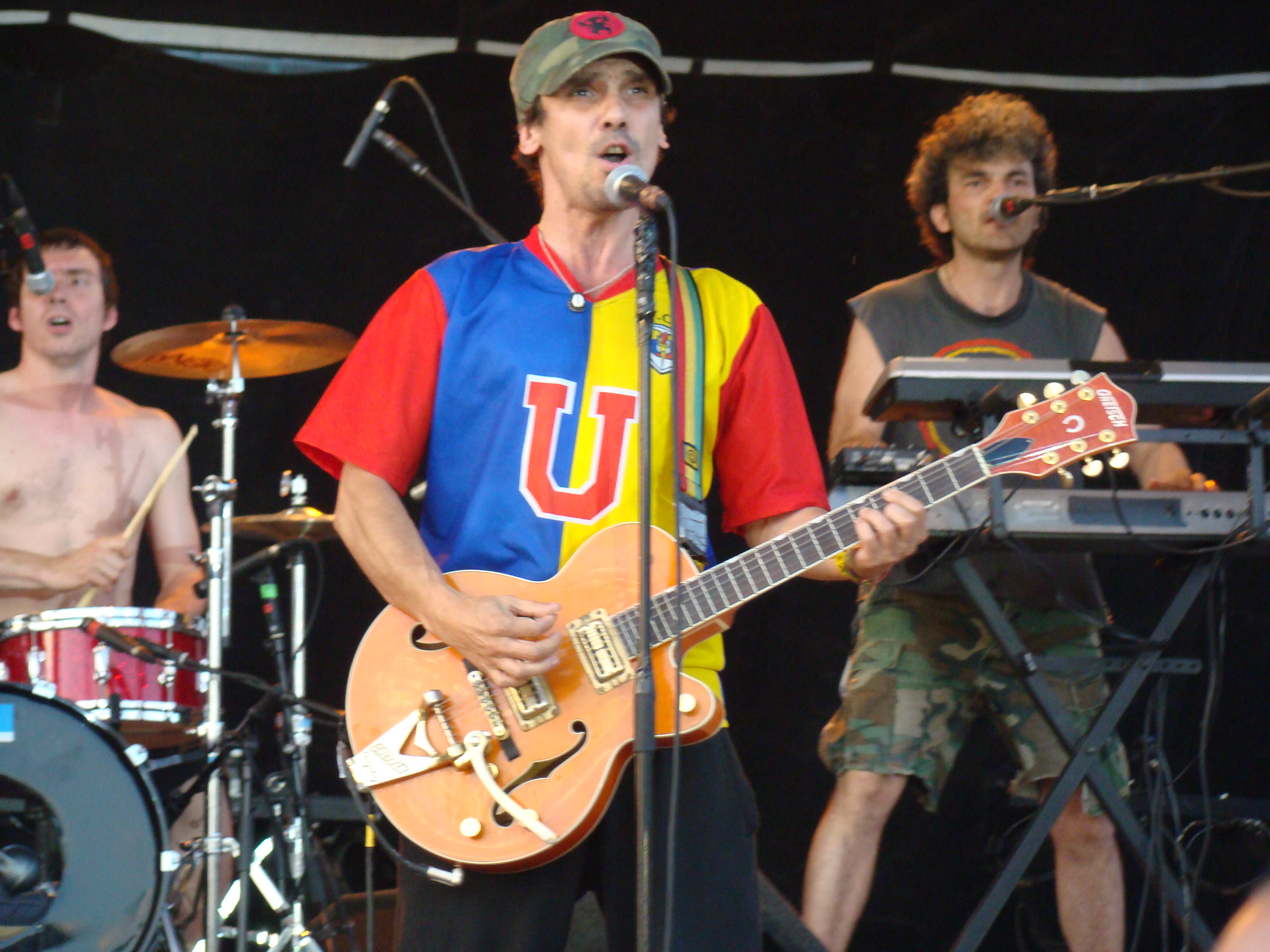
Manu Chao op het Fête de la Musique in Bondy, 21 juni 2008

Een aantal nummers van de afgelopen jaren van Manu Chao met Radio Bemba Sound System werden in 1998 uitgebracht op Clandestino, het eerste studioalbum van Manu Chao. Aanvankelijk leek het geen succes te worden, maar na het uitbrengen van de singles Bongo Bong en Clandestino en het ontvangen van de prijs voor "Best World Music" bij de prestigieuze Victoires de la Musique Awards, werden er 5 miljoen exemplaren van het album verkocht.
In september 2007 verscheen het nieuwe studioalbum van Manu Chao, genaamd La Radiolina. De eerste single die van het album uitgebracht werd, was Rainin in Paradize.
Chao's teksten hebben vaak een politieke, linkse, tot zelfs anarchistische inslag. Zo samplede hij zapatistawoordvoerder Subcomandante Marcos op het album Radio Bemba Sound System.

## Discografie

### Albums
| Album met eventuele hitnotering(en) in de Nederlandse Album Top 100 | Datum van verschijnen | Datum van binnenkomst | Hoogste positie | Aantal weken | Opmerkingen |
| ------------------------------------------------------------------- | --------------------- | --------------------- | --------------- | ------------ | ----------- |
| Clandestino                                                         | 1998                  | 17-06-2000            | 45              | 30           |             |
| Próxima Estación: Esperanza                                         | 01-06-2001            | 16-06-2001            | 3               | 49           |             |
| Radio Bemba Sound System                                            | 2002                  | 21-09-2002            | 52              | 6            | Livealbum   |
| Sibérie m'était contée                                              | 2004                  | -                     |                 |              |             |
| La Radiolina                                                        | 31-08-2007            | 08-09-2007            | 10              | 10           |             |
| Baionarena                                                          | 11-09-2009            | 19-09-2009            | 71              | 3            | Livealbum   |

| Album met hitnotering(en) in de Vlaamse Ultratop 200 albums | Datum van verschijnen | Datum van binnenkomst | Hoogste positie | Aantal weken | Opmerkingen |
| ----------------------------------------------------------- | --------------------- | --------------------- | --------------- | ------------ | ----------- |
| Clandestino                                                 | 1998                  | 10-02-2001            | 20              | 25           |             |
| Próxima Estación: Esperanza                                 | 2001                  | 16-06-2001            | 3               | 23           |             |
| Radio Bemba Sound System                                    | 2002                  | 21-09-2002            | 10              | 17           | Livealbum   |
| La Radiolina                                                | 2007                  | 08-09-2007            | 1(1wk)          | 15           |             |
| Baionarena                                                  | 2009                  | 19-09-2009            | 17              | 7            | Livealbum   |

### Singles
| Single met eventuele hitnotering(en) in de Nederlandse Top 40 | Datum van verschijnen | Datum van binnenkomst | Hoogste positie | Aantal weken | Opmerkingen |
| ------------------------------------------------------------- | --------------------- | --------------------- | --------------- | ------------ | ----------- |
| Bongo Bong                                                    | 2000                  | 10-06-2000            | 27              | 2            |             |
| Me gustas tú                                                  | 2001                  | 11-08-2001            | 38              | 2            |             |
| Me gustas tú                                                  | 2001                  | 15-09-2001            | 28              | 4            |             |

| Single met hitnotering(en) in de Vlaamse Ultratop 50 | Datum van verschijnen | Datum van binnenkomst | Hoogste positie | Aantal weken | Opmerkingen |
| ---------------------------------------------------- | --------------------- | --------------------- | --------------- | ------------ | ----------- |
| Me gustas tú                                         | 2001                  | 07-07-2001            | 11              | 13           |             |
| Mr. Bobby                                            | 2002                  | 03-08-2002            | tip17           | -            |             |

### NPO Radio 2 Top 2000
| Nummer met noteringen in de NPO Radio 2 Top 2000 | '07  | '08 | '09  | '10  | '11  | '12  | '13 | '14  | '15  | '16  | '17  | '18  | '19  | '20  | '21  | '22  | '23  | '24  |
| ------------------------------------------------ | ---- | --- | ---- | ---- | ---- | ---- | --- | ---- | ---- | ---- | ---- | ---- | ---- | ---- | ---- | ---- | ---- | ---- |
| Me gustas tú                                     | 1636 | -   | 1407 | 1259 | 1142 | 1157 | 966 | 1166 | 1104 | 1078 | 1161 | 1617 | 1767 | 1616 | 1681 | 1550 | 1277 | 1408 |

1. ↑  Een '-' betekent dat het nummer niet was genoteerd en een vetgedrukt getal geeft de hoogste notering aan.
2. ↑  2007 was het eerste jaar met een notering voor dit nummer.